# بونيون قصير الأطراف
البونيون قصير الأطراف (باللاتينية: Bunium brachyactis) نوع نباتي ينتمي إلى جنس البونيون من الفصيلة الخيمية.

## الموئل والانتشار
موطن هذا النوع بلاد الشام وتركيا.

## مرادفات للاسم العلمي
- (باللاتينية: Carum brachyactis Post)
- (باللاتينية: Bunium rhodocephalum Hand.-Mazz.)